# Euplexia calliphaea
Euplexia calliphaea là một loài bướm đêm trong họ Noctuidae.